# Juegos psicológicos
Los juegos psicológicos son series de transacciones de las denominadas transacciones ulteriores dobles en análisis transaccional, que avanzan hacia un desenlace negativo "previsto" de antemano, de manera que aunque en la comunicación hay un nivel social que parece el importante, lo que verdaderamente se cuece está pasando más o menos inconscientemente a un nivel psicológico.
En todo juego psicológico el jugador que lo ha iniciado acaba produciendo un cambio inesperado que sorprende, chasquea o frustra al otro jugador que ha enganchado en el juego, siendo ambos más o menos inconscientes de lo que sucede.
Pero los dos jugadores (como en un timo) tienen más o menos análoga responsabilidad en lo sucedido, uno por iniciar el juego a temor de una compulsión repetitiva y el otro por enganchar en él debido a que tiene alguna debilidad psicológica.
Y el resultado final es siempre insatisfactorio para los dos jugadores, que finalmente se intercambian caricias negativas, aunque a veces el que inicia el juego obtiene un resultado psicológico que en apariencia puede parecerle positivo, pero que en el fondo siempre es negativo.